# Dixi (série)
Dixi é uma web interativa programa para crianças com idade entre 7 e 14 que estreou na CBBC On-line em 2014. Dixi foi executado por 4 a série, e 100 episódios.
A série foi produzida pelo Kindle Entretenimento. Ele ganhou o BAFTA, o prêmio para o original show interativo em 2014. Série 4 foi confirmado e será transmitido em 2017. Com novo elenco, substituindo o elenco original. Alguns do elenco original da Série 1-3 vai voltar. Ele foi confirmado, Claudia Jessie e abril de Hughes vai voltar e reprisar seus papéis como Shari e Mimi.
No final de 2016, um prequel para a quarta série foi lançada sobre o CBBC site, chamado Dixi 4 Extra.

## Elenco
- Claudia Jessie como Shari[3]
- Jordan Loughran como Eva [3]
- Kerry Boyne como a Isla [3]
- De abril de Hughes como Mimi [3]
- Bethan Wright como Chloe [3]
- Alexander Nicolaou como Syd [3]
- José de Ashworth como Murdo [3]
- Martin Bobb-Semple como Josh [3]
- Ben Kerfoot como Ash [3]